# Ludia ikongoensis
Ludia ikongoensis är en videväxtart som beskrevs av René Paul Raymond Capuron och Herman Otto Sleumer. Ludia ikongoensis ingår i släktet Ludia och familjen videväxter. Inga underarter finns listade i Catalogue of Life.